# Mani (vjerski učitelj)
Mani (lat. Manes i Manichaeus) (Mardinu, Babilonija, 14. lipnja 216. – Gundeshapur, 26. veljače 277.), perzijski vjeroučitelj i osnivač maniheizma.
Podrijetlom je iz ugledne perzijske obitelji, a u mladosti je upoznao zoroastričke, budističke i kršćanske tekstove. Oko 240. godine počeo je propovijedati po sjeverozapadnoj Indiji vlastiti vjerski nauk, radikalni dualizam i asketizam, zamišljen kao sintezu velikih religija. Sebe je predstavljao kao posljednjeg proroka, nakon starozavjetnih proroka, Isusa, Bude i Zaratustre.
Pokušao je u Perzijskom Carstvu pod Šapurom I. (242. – 272.) proklamirati manihejstvo kao državnu religiju, no usprotivio mu se novi vladar Bahram I. (273. – 276.) koji je podupirao obnovu zoroastrizma. Zatvoren je i smaknut, a prema legendi mučen i razapet.